# 짧은코가시두더지
짧은코가시두더지(학명: Tachyglossus aculeatus 타키글로수스 아쿨레아투스[*])는 현존하는 4종의 단공목 중 하나이며 짧은코가시두더지속(학명: Tachyglossus)에 속하는 유일한 종이다. 가시와 체모로 뒤덮여 있는 몸에 발달된 주둥이와 혀를 가졌고, 혀로 개미·흰개미와 같은 작은 땅벌레를 핥아먹고 산다. 다른 단공목과 같이 포유류에 속함에도 불구하고 알을 낳는 난생동물이다.
튼튼한 앞다리와 발톱을 가지고 있어 적이 다가올 때 땅을 신속하게 파서 몸을 숨길 수 있으며, 헤엄도 칠 수 있다. 지하에 판 토굴에서 생활하는 데 알맞도록 진화했으며, 혈중 이산화탄소 농도 과잉과 산소 농도 결핍에 대한 저항력이 뛰어나다. 천적에게 적극적으로 맞서 싸울 만한 능력이나 수단은 갖고 있지 않으나, 대신 가시가 빼곡하게 돋아난 몸을 웅크리고 둥글게 말아서 공격해 오는 적을 찌르는 식으로 몸을 사수한다. 땀샘이 없어 땀을 흘리지 않는 동물이라 열에 민감하고, 고열에는 다소 취약하기 때문에 무더운 낮 동안은 행동하는 일이 거의 없고, 밤중에 또는 선선한 날씨일 때 주로 활동한다. 주둥이 끝에는 기계수용체와 전기수용체가 분포하고 있어 주둥이로 주변 환경 정보를 파악할 수 있다.
오스트레일리아의 개체들은 겨울이 다가오면 토굴에서 동면 상태에 돌입하며 에너지를 보존하기 위해 대사율을 낮춘다. 기후가 따뜻해지면 짝짓기철이 찾아오며, 이 때가 단독생활을 하는 짧은코가시두더지가 서로 다른 동종 개체를 만나는 거의 유일한 시기이다. 암컷은 1년에 한 번 꼴로 알을 낳으며 수컷은 교미 이후 암컷이나 새끼들과 별다른 관계를 더 맺지 않는다. 갓 태어난 새끼는 작은 포도송이만한 크기로 알주머니에서 성장하며, 어미에게 영양분이 풍부한 젖을 물리고 무럭무럭 자라난다. 약 7주만 지나도 주머니에 더 이상 맞지 않을 정도로 몸집이 커지고 가시가 돋아나며, 생후 6개월이 되면 완전히 독립하고 어미와 접촉하지 않는다.
오스트레일리아 전역에서 볼 수 있는 가장 흔하고 널리 분포하는 토박이종으로 동부 뉴기니 해안 및 산간 지역에도 분포한다. 별로 극심한 멸종 위기에 몰린 종은 아니나 수렵행위·서식지 파괴·외래종 침입·외래 기생충 등의 문제로 예전에 비해 분포 권역은 줄어들었다.

## 분류와 명칭
1792년 영국의 생물학자 조지 쇼가 처음 학계에 기록했고, 당시에는 큰개미핥기와 유전적 연관이 있을 것이라고 여겨졌기 때문에 큰개미핥기속에 포함되어 미르메코파가 아쿨레아타(학명: Myrmecophaga aculeata)라는 학명으로 등록되었다. 그 이후로 짧은코가시두더지 종의 분류에 수정이 가해지면서 네 번 거듭 학명 정정이 이루어졌으며, 최종적으로는 타키글로수스 아쿨레아투스(학명: Tachyglossus aculeatus)가 된다. 속명인 타키글로수스란 "빠른 혓바닥"을 뜻하며, 흰개미를 잡아먹을 때 아주 날렵한 혀놀림을 보여주는 것에서 유래했다. 종명 아쿨레아투스는 "가시돋친"이라는 뜻이다.
짧은코가시두더지는 짧은코가시두더지속내 유일종이며, 뉴기니에 분포하는 긴코가시두더지속 가시두더지들인 데이빗경긴코가시두더지·동부긴코가시두더지·서부긴코가시두더지와 같은 과에 속한다. 상기 3종은 짧은코가시두더지에 비하여 확연히 몸집이 크고, 먹이로도 짧은코가시두더지의 주식인 개미와 흰개미보다 더 큰 딱정벌레나 지렁이를 먹는다. 가시두더지과에 속한 가시두더지 네 종류는 모두 오리너구리와 같은 단공류에 속하며, 현존하는 단공류는 이 다섯밖에 남지 않았다.
아종으로는 다섯 가지가 있으며, 서식하는 위치나 환경이 서로 제각각이다. 뿐만 아니라 체모 밀도·가시 길이·몸을 다듬는 뒷다리 빗살발톱 크기에 따라서도 차이를 구별지을 수 있다.
- T. a. acanthion - 노던 준주·웨스턴오스트레일리아주
- T. a. aculeatus - 퀸즐랜드주·뉴사우스웨일스주·사우스오스트레일리아주·빅토리아주[11]
- T. a. lawesii - 뉴기니 해안 및 산간지역·퀸즐랜드주 북서부 우림지역[12]
- T. a. multiaculeatus - 캥거루섬
- T. a. setosus - 태즈메이니아섬·배스 해협 도서지역[11]

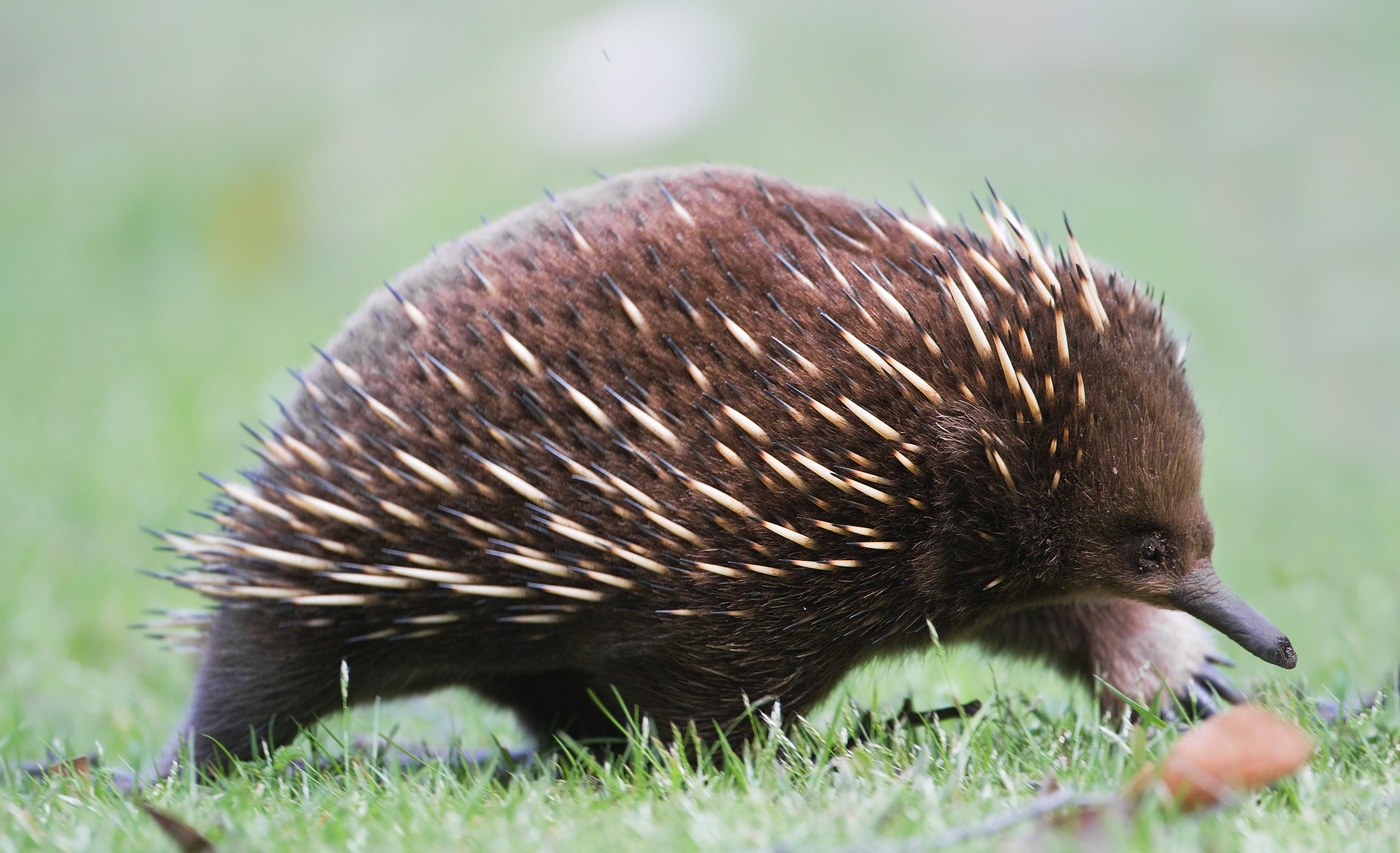
T. a. setosus, 마운트필드 국립공원, 태즈메이니아섬

화석 기록은 1,500만 년 전 마이오세까지 거슬러 올라가는데, 그 중에서 가장 오래된 축에 끼는 사우스오스트레일리아주 동혈 지대의 짧은코가시두더지 화석들은 드물지 않게 동시대의 긴코가시두더지 화석과 같은 장소에서 발굴됐다. 현생 짧은코가시두더지의 조상종은 후대종에 비해서 체격이 10% 정도 왜소했던 것만 빼면 형태적 차이가 거의 없었을 거라고 추정된다. 가시두더지는 6천 6백만 년 전 백악기에서 고제3기로 넘어오는 시기에 오리너구리에서 분화해, 멸종종을 통틀어 단공류 중 가장 늦게 나타났던 것으로 보인다. 플라이스토세 이전으로는 아직 이렇다 할 흔적이 발견되지는 않았는데, 화석으로 남기 쉽고 진화를 유추하기가 용이한 이빨이 없는 것이 주된 까닭이다.
과거 짧은코가시두더지는 가시개미핥기(spiny anteater)라는 이름으로 서적에 등록되었으나, 이후 가시두더지가 개미핥기와는 하등 관계가 없다는 사실이 밝혀지며 현재는 사어나 다름없는 낱말이 되었다.

## 모습

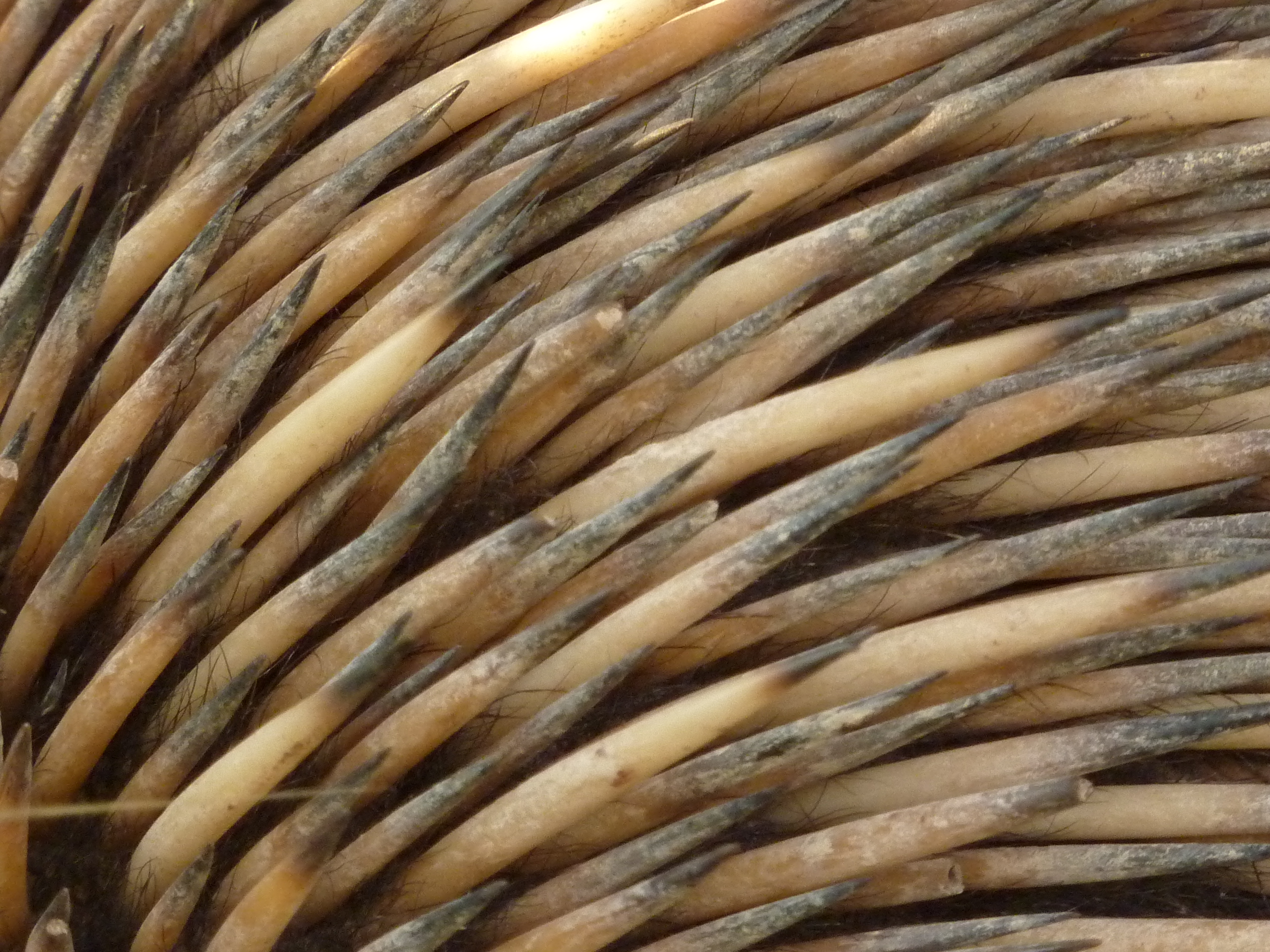
가시두더지의 가시

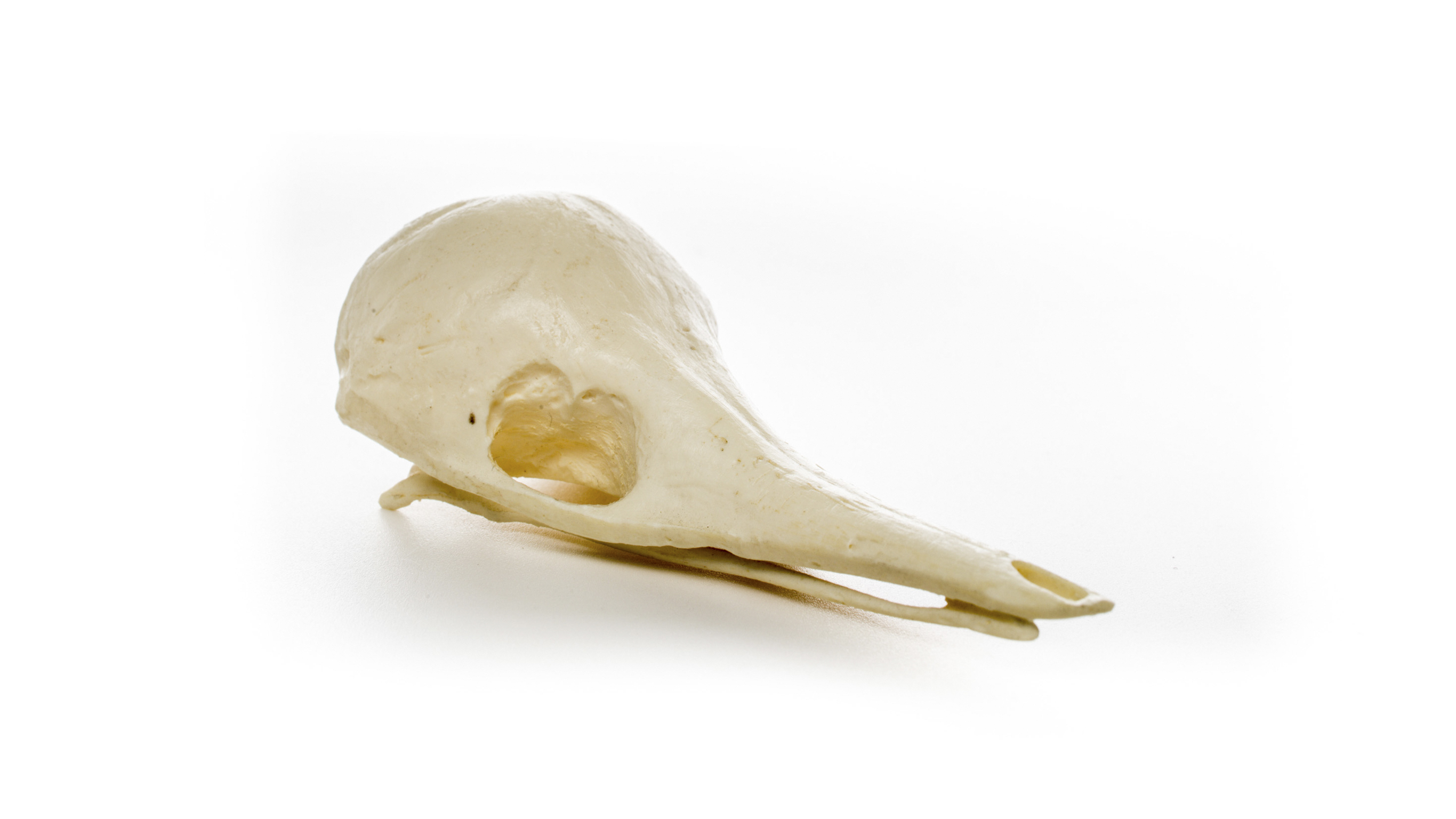
두개골 표본

짧은코가시두더지는 몸길이가 30-40cm, 주둥이 길이가 75mm 정도 되며, 몸무게는 2-7kg까지 나간다. 태즈메이니아에 사는 아종(T. a. setosus)은 오스트레일리아 본토에 서식하는 아종에 비해 몸집이 더 작다. 목에 해당하는 부위는 거의 보이지 않고, 머리와 몸통이 거의 이어져 있는 것처럼 보인다. 머리 양쪽에는 소리를 듣는 귓구멍이 있으나 외이는 없다. 눈은 반지름이 9mm 정도로 작은 편이며 주둥이가 튀어나오는 모서리 부분에 있다. 콧구멍과 입은 주둥이 끄트머리에 있으며 입은 기껏해야 5mm 넘게 벌릴 수 없을 정도로 작다. 털 가운데서도 억센 터럭이 변형되어 생기는 상아색 가시는 50mm 정도 자라는데, 복면(腹面)과 얼굴, 다리를 제외한 전신에 돋아나 있으며 주로 케라틴질로 되어있다. 가시 사이사이로 단열성(斷熱性) 털이 자라나며, 이 털은 배와 꼬리 부분에도 분포하고 있다. 털 색깔은 보통 꿀과 같은 연노랑 내지는 적갈색·검은색에 이른다. 털이나 가시 모습이나 크기는 서식하는 지역마다 차이가 난다. 예를 들면 캥거루섬 아종은 가시 밀집도가 촘촘하며, 모양이 가늘고 길며 비교적 연한 빛이 감돈다. 벼룩 중에서도 대형종 축에 끼는 가시두더지벼룩(학명: Bradiopsylla echidnae)이 이 털가죽에 기생한다.
짧은코가시두더지가 가진 네 다리는 길이가 짧고 발톱이 억세서 약삭빠르게 땅굴을 파는 데 제격이다. 다부지고 튼튼한 다리로 커다란 통나무를 두 쪽으로 갈라내거나 돌멩이나 포석(鋪石)을 옮길 수 있으며, 어떤 짧은코가시두더지는 13.5kg이나 되는 돌을 세차게 밀어 옮기는 것도 포착되었다. 게다가 한 과학자는 포획되어 있던 가시두더지가 소형 냉장고를 자기 보금자리 쪽으로 옮기는 것을 포착하여 기록하기도 했다. 덩치에 비해 이처럼 일견 믿지 못할 힘을 낼 수 있는 것은 특히 어깨와 몸통을 따라 전체적인 근육 조직이 매우 발달해 있기 때문이다. 어깨와 앞다리를 연결하는 이두박근은 비율상 인간보다 더 아래까지 내려오고, 위팔뼈가 견강한 편이다. 이같은 점 때문에 짧은코가시두더지는 신체 구조에서 나오는 기계적 확대율이 인간보다 월등하다.
뒷다리 발톱은 낫날처럼 뒤쪽으로 길게 휘어 있어 몸 구석구석을 긁고 가시를 다듬어 몸치레를 하는 데 유용하게 쓰인다. 오리너구리처럼 가시두더지 역시 30-32 °C 정도로 체온이 낮다. 그러나 겨울 동안 토포(휴면) 상태에 들어가거나 동면한다는 내용이 어디에도 없는 오리너구리와는 달리 가시두더지는 최대 5 °C까지 체온이 낮아지고도 살 수 있다. 땀샘의 결여로 땀을 흘리지 않고, 그렇다고 헐떡이는 일도 없어서 방열 수단이 부족한 가시두더지는 주로 더운 날씨에 보금자리를 찾는다. 땀이 없는 대신에 날숨으로 수분이 빠져나갈 수 있다. 주둥이는 날숨으로 소모되는 수분을 통제하는 데 중요한 역할을 하며, 내부가 열역학적으로 날숨을 쉴 때 수증기를 입속에서 응결시키기 쉬운 다침형(多針形) 구조로 되어 있다. 소변은 농도가 그다지 높은 편이 아니며, 소변으로 배출되는 수분량은 약 120g 정도로 나머지 수분은 대부분 날숨이나 피부로 직접 빠져나간다. 빠져나간 수분은 주식 흰개미를 대량 섭취하는 걸로 보충되며 이와 같은 방식으로 147g에 달하는 수분을 섭취하는 것으로 기록됐다. 추가적인 수분이 필요할 시, 수원지에 직접 물을 마시러 가거나 풀이나 꽃에 맺힌 이슬을 받아마시는 것으로 충당한다.
호주에 서식하는 개체들은 가을·겨울이 찾아오면 토포·동면 상태에 돌입한다. 체온이 매우 낮아서 극한의 기온 하에서는 동작이 매우 굼떠진다.
여타 단공류처럼 생식기관과 배설기관 역할을 겸임하는 총배설강이라는 구멍이 존재한다. 수컷은 바깥으로 드러난 음낭이 없고 내부에 고환을 갖고 있으며 끝에 혹 같은 돌기 네 개가 돋아난 음경이 존재한다. 이 음경이 발기할 시 몸길이의 4분의 1 정도 길이가 된다. 임신 중인 암컷은 새끼가 태어날 시 안에 넣고 기를 배주머니가 발달하게 된다.

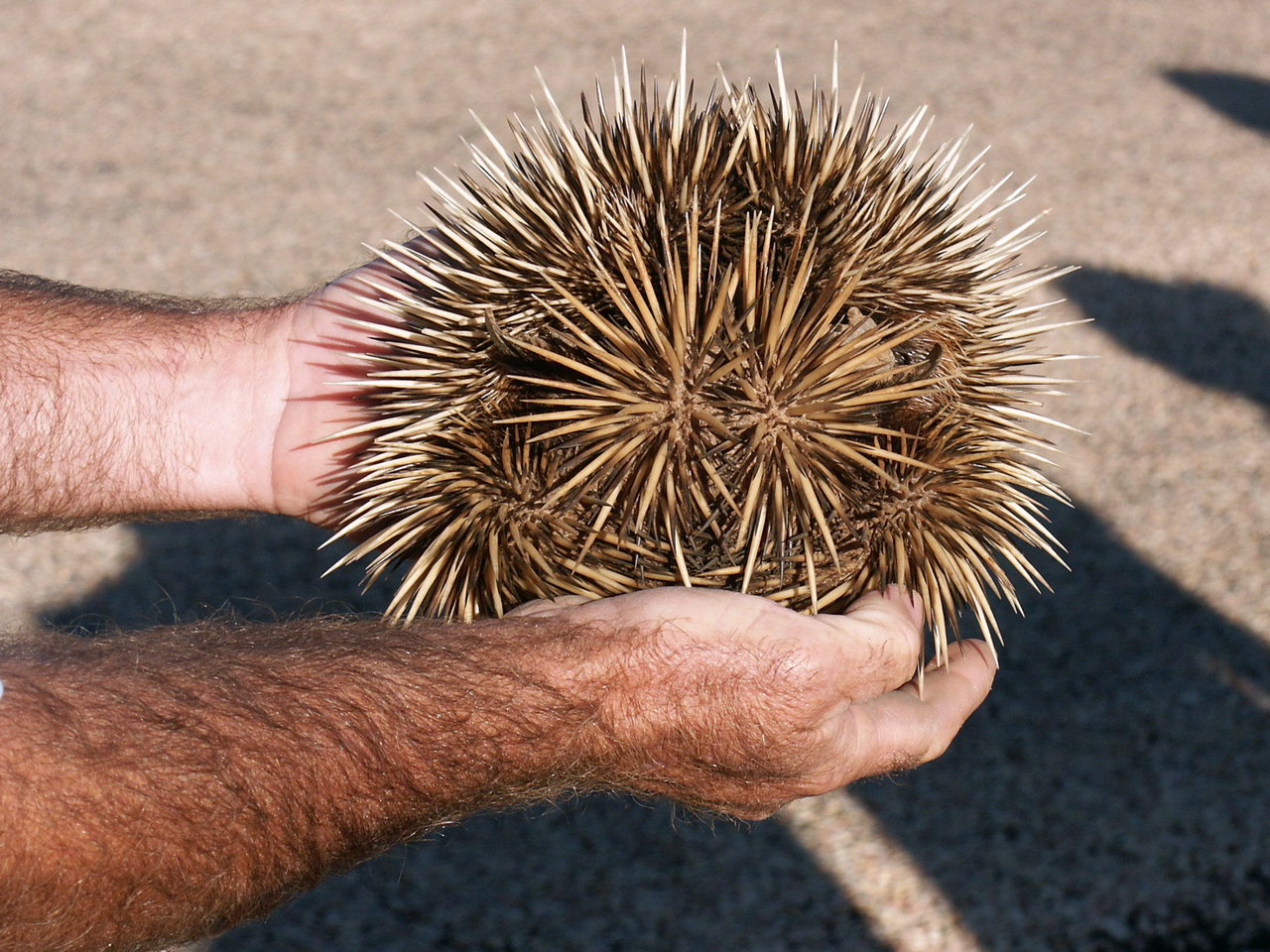
짧은코가시두더지가 몸을 말고 있을 때. 사진에서 주둥이는 오른쪽에서 관찰할 수 있다.

짧은코가시두더지의 근육계는 다른 동물들과 비교했을 때 매우 독특하고 남다른 구석이 있는데, 피하근육층이 전신에 조직되어 있다. 몸 구석구석에 있는 피하근육층 수축에 따라 가시두더지는 몸을 신축성 있게 변화시킬 수 있으며, 특히 이를 이용하여 위협을 받았을 때 몸을 공과 같이 둥글게 마는 습성이 가장 많이 알려져 있다. 이와 같은 자세를 취하고 있을 시, 연하고 약한 복부와 머리를 따끔따끔한 가시로 치밀하게 보호할 수 있다. 척수가 매우 짧은 동물로서 흉곽까지밖에 도달하지 못한다. 인간은 제1요추까지 척수가 내려가지만 가시두더지는 제7흉추까지만 달한다. 가시두더지가 몸을 구부려 말아넣을 수 있는 것도 보통 고등동물보다 척수가 닿는 길이가 더 짧기 때문일 것이라고 추측된다.

### 소화계와 순환계

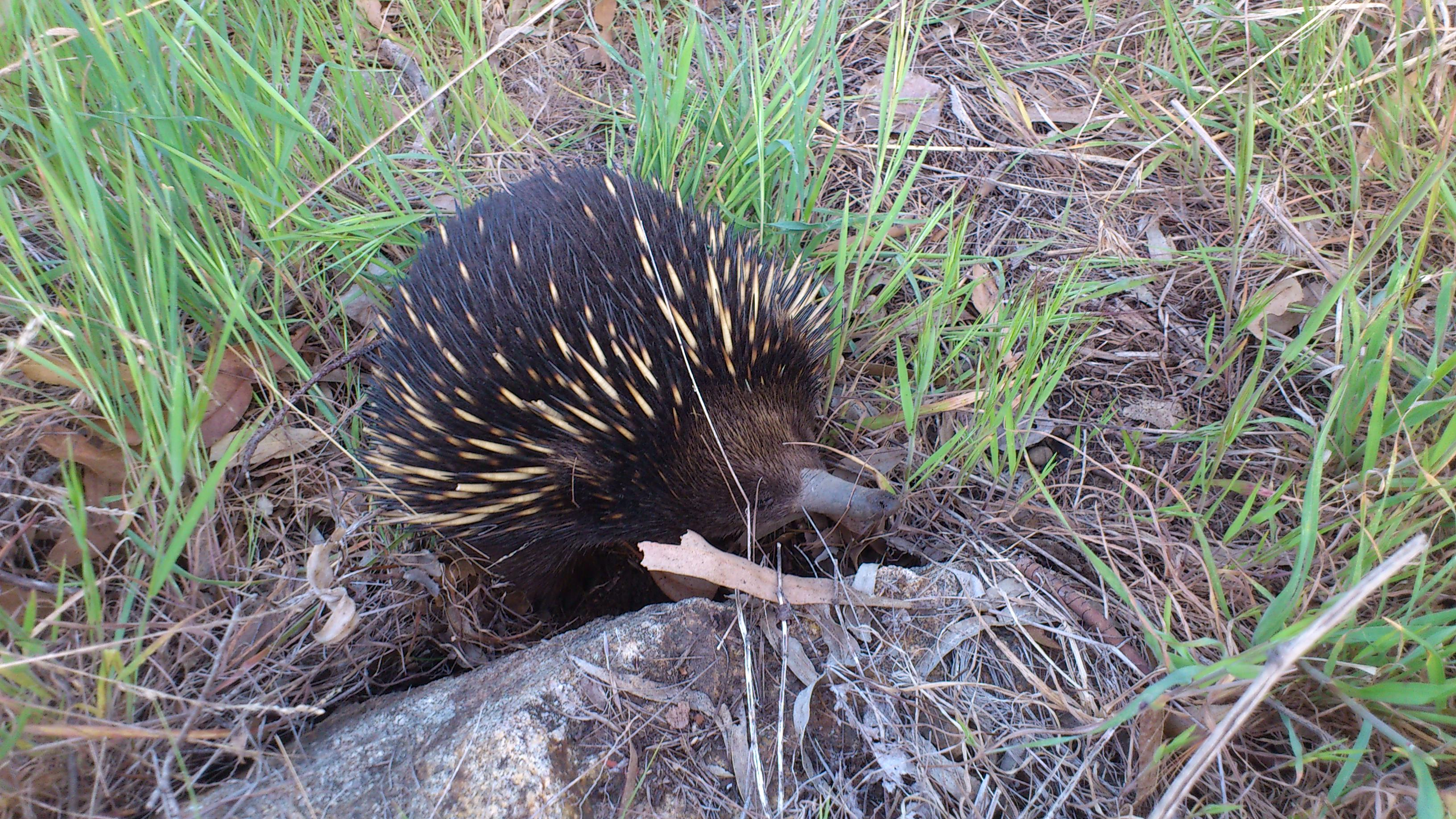
짧은코가시두더지, 뉴사우스웨일스주

안면부와 턱, 혀 부분의 근육계는 먹이를 훑어먹는 데 알맞게 되어 있다. 오로지 혀를 통해서만 먹이를 먹는데, 길이가 주둥이 밖으로 18cm가량 빠져나올 수 있다. 쐐기를 두 개 겹쳐놓은 삼각형 모습을 하고 있는 주둥이는 살고 지낼 굴을 파거나 개미집 같은 곳을 꿰찔러 안쪽의 먹이까지 핥아먹기 좋다. 타액이 당단백질을 꽤나 많이 함유하고 있기 때문에 끈적끈적한 동시에 윤활이 되어 넣었다 뺐다 하기에 쉽고, 먹이로 삼는 개미나 흰개미가 철썩 달라붙기도 쉽다. 혀의 모양을 바꾸거나 바깥으로 뺄 수 있는 원형근과 혀끝으로부터 아래턱뼈로 연결된 이설근 등 입속의 여러 가지 근육이 수축하면서 혀가 비져나온다. 신속한 혈액순환으로 혀가 딱딱하게 경직되면서 나무틈이나 토양 속에 찔러넣기에도 좋아진다. 혀를 집어넣을 때는 흉설근(胸舌筋, sternoglossus)이라고 하는 길쭉한 세로근 한 쌍이 수축한다. 혀에 들러붙은 먹잇감은 혀가 들어갈 때 턱뼈와 볼 사이, 즉 협강(頰腔)을 따라 나 있는 케라틴질 돌기에 걸려 잘게 썰린다. 혀가 움직이는 속도는 매우 빨라서 1분당 100회씩 왕복한다. 이 운동은 탄성 에너지나, 탄성위치 에너지가 운동 에너지로 바뀌면서 일어난다. 혀가 지닌 유연성은 매우 뛰어나서 360도로 휘거나 굽을 수 있고, 특히 맨 끝부분이 가장 유연해서 혀끝을 구부려 개미굴 깊숙한 곳으로 도주하는 개미들도 붙잡아갈 수 있다. 또한 나무 속을 훑을 때 뾰족한 나무 가시에도 찔리지 않는데, 어떻게 그럴 수 있는지는 아직 규명되지 않았다. 먹는 속도는 아주 빠른 편으로 몸무게가 3kg인 가시두더지 하나가 10분에 약 200g에 달하는 흰개미를 먹어치울 수 있다.
가시두더지는 위의 형태도 다른 포유류들과는 사뭇 다르다. 위 속에 분비선은 아무것도 없고, 각질층이 쌓여 있는 특이한 상피 조직을 갖고 있다. 또 포유류의 위는 대부분 강한 산성을 띠는 데 반해 가시두더지는 위의 pH 농도가 6.2-7.4 범위 내로 중성에 가깝다. 위 표면은 탄력이 있으며, 연동운동을 통해 흙 입자와 먹이 곤충을 짓이겨서 분쇄한다. 소화는 약 3.4m 정도 달하는 소장에서 이루어지고, 소화되지 않은 곤충의 외골격과 흙더미는 그대로 배설한다.
짧은코가시두더지는 많은 부분에서 특이한 생리학적 적응력을 발휘한다. 굴을 파고 생활하기 때문에 기중(氣中)에 이산화탄소가 만연해도 견뎌야 하며, 가시두더지의 생활상을 볼 때 이산화탄소 농도가 높은 상황에 상시 노출되어야 한다. 천적을 피하고 먹이를 탐색하러 수 미터 아래로 땅을 파기도 하기 때문에, 산소 농도가 옅은 환경에 익숙해서 산불 매연에 휩싸여도 잘 질식하지 않는다. 마찬가지로 숨을 장시간 참고 잠수할 수도 있으며 갑작스레 수재(水災)가 발발해도 살아남을 수 있다. 이렇게 위기상황이 닥치면 심박수를 평상시 심박수의 5분의 1 정도인 분당 12회로가량으로 낮춘다. 이같은 현상은 최우선적으로 지켜야 할 장기라고 할 수 있는 심장과 뇌로 운반해야 할 산소를 저장하기 위함이라고 여겨진다. 어떤 학술연구에서는 가시두더지의 순환계가 물개와 비슷한 체계를 갖고 있다고 보고했다. 사는 곳을 산불이 강타하고 지나가면, 가시두더지는 약 3주간 토포 상태에 들어가면서 활동성과 체온을 극도로 떨어뜨리는 것으로 허기를 해결한다.

### 감각 기관
시각 체계가 매우 독특하여, 포유류와 파충류의 특징을 겸비하고 있다. 공막 밑에 연골질로 된 얇은 층이 있는데, 이 특징은 포유류한테는 거의 없고 파충류나 조류에게 주로 발견되는 특징이다. 각막 표면에는 단단한 케라틴질이 있는 것도 특징으로, 주 식사거리인 곤충이 뿜어내는 산성 물질이나 몸을 말 때 자기 발톱으로부터 눈을 보호하기 위한 진화이다. 가시두더지의 수정체는 두께가 모든 포유류를 통틀어 제일 얇아서 초점거리가 아주 길다. 현생 인류를 포함한 영장류와 유사한 이 특징 덕분에 가시두더지는 대부분의 사물을 시각으로 뚜렷하게 구분할 수 있다. 아울러 인간을 포함한 태반류 동물과 구별되는 또다른 특징도 존재한다. 가시두더지는 수정체의 형상을 변형시켜 초점거리를 맞추고 각기 다른 거리에 있는 물체를 선명하게 보이게 해 주는 섬모체근이 없다. 섬모체근이 결여된 대신, 가시두더지는 수정체와 망막의 거리를 직접 좁혀서 상의 초점을 맞춘다. 이와 같은 다소 원시적인 구조 때문에 가시두더지의 전체적인 시력은 좋지 못하며, 색을 구분할 수 있는지도 확인된 바가 없다. 그러나 흑백은 또렷하게 구분하며, 수평선과 수직선 역시 구분할 수 있다. 가시두더지는 소경이 된 개체여도 자연 상태에서 별다른 문제없이 건강하게 살아갈 수 있을 정도로 생존 시간 중 시각에 의존하는 비율이 적다.
청각 체계는 저주파에 민감하여 먹이인 흰개미와 개미를 땅속에서 탐지하기에 적합하다. 외이는 털에 덮여 있어서 눈에 띄지 않기 때문에 천적들이 귀를 훼손하거나 이물질이 침범할 가능성도 적다. 다만 일부 진드기 종류가 귓속에 기생하고 있을 수는 있다. 다른 동물과 비교했을 때 구형낭반이 아주 두드러지게 발달해 있으며, 이 기관으로 평형을 맞추거나 이동 방향을 판단하는 데 능숙하다. 이는 굴을 파헤쳐 들어가는 생활 방식 덕에 방향 감각이 예리해지게끔 진화된 것일 것이다.

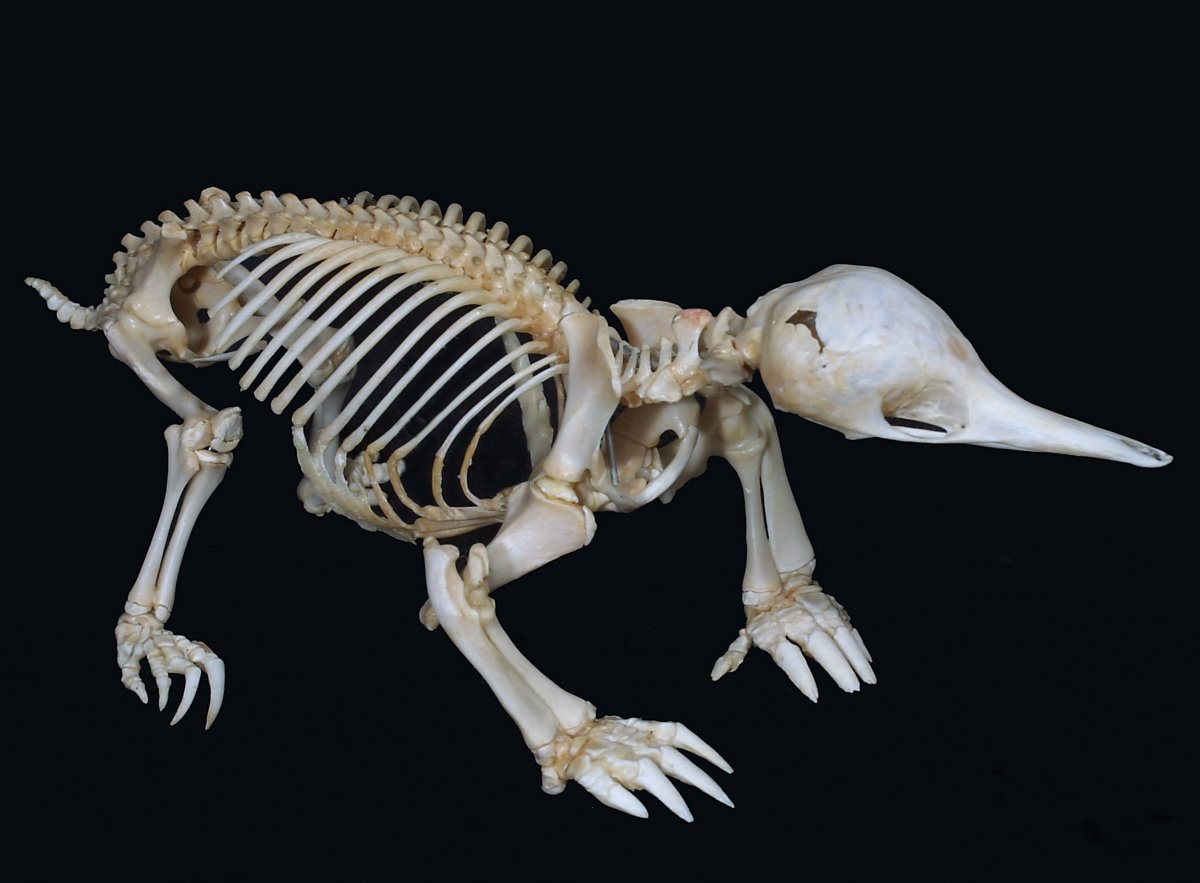
골격표본

주둥이는 경질의 케라틴으로 되어 있고, 기계수용체·전기수용체가 집약적으로 분포하고 있어서 주둥이를 통해 주위 환경을 인식하는 능력이 우수하다. 그 신경세포가 주둥이 끄트머리에 무수히 뚫린 세공(細孔)을 통해 겉으로 드러나 있는데, 이 부분에는 전기수용이 가능한 일종의 점액샘이 존재한다. 가시두더지가 감지할 수 있는 자기장은 1.8 mV/cm로 인간보다 약 1천 배는 더 민감하다고 할 수 있다. 그래서 가시두더지는 가끔 땅속에 매몰되어 있는 건전지를 감지해서 파헤쳐내기도 한다. 또 주둥이 부분에는 반지름이 50μm, 길이가 300μm 정도 되는 일종의 밀대처럼 생긴 뾰족한 조직들이 분포하고 있는데, 피부 면적 1㎟당 30-40개가 분포해 있다. 이 길쭉한 조직은 기계수용체 역할로 덮쳐오는 종파를 감지하고 신호체계로 전달하여 천적들의 습격을 알아차릴 수 있게 된다.
주둥이가 발달한 만큼 후각 기관이 날카롭게 발달해 있어서, 먹이와 짝이 될 이성 개체를 찾는 데 크나큰 도움을 제공한다. 민감한 시신경은 쥐의 것과 비교할 때 상당한 차별점과 공간기억을 갖는 것으로 드러났다. 이 동물의 뇌와 중추신경계에 대한 연구는 주로 태반류·친척 단공류인 오리너구리와의 비교를 바탕으로 진행됐다. 뇌 용적은 25ml로 고양이와 비슷하다. 오리너구리가 주름진 데가 적고 부드러운 뇌를 갖는 데 반해 가시두더지는 깊숙한 뇌 주름이 꼬불꼬불 패여 있다. 즉 가시두더지는 인간처럼 추뇌류(皺腦類), 즉 뇌에 갈래주름이 발달해 있는 고등동물군에 속하며, 신경계가 상당 수준으로 발달돼 있는 동물이라는 근거가 될 수 있다. 오리너구리와 견주어볼 때 대뇌 피질은 보다 엷으나 뇌세포 크기가 비교적 크고, 더 치밀하게 조직되어 있다. 이는 두 종간 분화가 먼먼 옛날에 이루어졌다는 것을 보조하는 근거 가운데 하나가 된다. 절반을 넘는 규모의 감각기가 주둥이와 혀에 몰려 있고, 그 중에서도 후각에 관한 부분이 특히나 편중되어 있다.
짧은코가시두더지는 모든 포유동물 가운데서도 체격 대비 전전두피질 크기가 가장 커서, 인간의 비율이 29%에 그치는 데 반해 짧은코가시두더지는 약 50%에 달한다. 전전두피질은 인간의 경우 대뇌 영역 가운데서도 계획·분석 행위를 관장하는 부위인데, 짧은코가시두더지는 이 부분이 차지하는 비중이 지나치게 큰 까닭에 종종 이 동물이 앞일을 계획하거나 어떤 논리를 설계하여 행동하는가에 대한 탐구와 논쟁이 이루어지고 있다. 이 논쟁의 연장선에서 가시두더지를 이용한 실험이 이루어졌다. 간단한 미로를 설치하고 작은 문을 여닫아 먹이를 얻을 수 있도록 된 실험장에서 가시두더지를 훈련하고, 몇 달 동안 해당 원리를 학습했는지 수시로 관찰한 결과, 실험을 주관한 과학자 일동은 가시두더지가 고양이나 쥐와 같은 학습 능력을 갖고 있다는 결론을 내렸다.
가시두더지는 렘 수면에 돌입하면 안구 운동이 증가한다. 기온이 25 °C 정도 될 때 이 운동이 특히나 분주히 일어나는 것으로 관찰됐으며, 기온 높낮이를 달리하면 운동량이 떨어졌다. 뇌 부분 가운데서도 전장(前障)에 해당하는 부분이 태반류와 닮은 것으로 보아, 태반류와 공통된 조상을 가졌으리라는 사실을 유추해낼 수도 있다.

## 생태와 습성
상세한 생태에 관한 체계적인 연구가 진행되지는 않았으나, 생태나 습성에 대해 부분적으로 관찰한 연구들을 취합해 볼 때, 가시두더지는 단독 생활을 하고, 새끼를 키우려고 만든 굴을 빼면 정해진 거처를 갖지 않는다. 별다른 텃세나 영역을 만들지 않지만 활동 반경은 아주 넓다. 면적이 약 21-93헥타르에 달하는 권역 내에서 활동하며, 캥거루섬에 사는 어떤 개체들은 그 범위가 9-192헥타르에 달하기도 한다. 평균 활동반경은 약 40-60헥타르이다. 성별에 따라서 이 범위가 변동되지는 않지만, 덩치가 더 작은 개체는 보다 좁은 구역에서 활동한다. 설령 가시두더지들끼리 활동 구역이 겹친다고 해도 별 충돌이나 세력 경쟁이 일어나지는 않고, 각자 한 곳씩 거처를 갖기 힘든 상황에서는 은신처를 공유하기도 한다.
짧은코가시두더지는 온혈동물로 항상 체온을 32 °C가량으로 유지하며, 필요할 시 대사율이나 심박수, 체온 등을 유연하게 낮출 수 있다. 땀샘이 없고 입을 통한 열 방출도 거의 없는 신체적인 특징 때문에 열에 민감함에도 불구하고 대체적으로 주행성이다. 하지만 날씨가 따뜻해지면 활동 패턴을 융통성 있게 바꾸어 박명박모성·야행성 동물로 변한다. 체온이 34 °C 위로 올라가면 생명에 큰 지장을 줄 수 있으며, 이같은 상황에 놓이지 않게 가시두더지는 혈액을 피부 근처로 순환시키는 것으로 체온을 꾸준히 유지시키거나, 물이 있는 장소에서 자맥질하여 몸을 식히기도 한다. 활동하기에 가장 적절하고 체온유지 대사과정이 최소로 유지되는 온도는 25 °C이다. 신진대사는 태반류 동물의 30% 정도로, 활동하는 데 가장 적은 대사량을 요구하는 포유동물이다. 이 동물처럼 개미나 흰개미를 주식으로 하거나 땅속에서 생활하는 동물들은 보통 비슷비슷하게 낮은 대사율을 갖고 있다.
발톱으로 굴착하는 능력이 뛰어나서, 먹잇감을 찾을 때 장애물을 헤치거나 들어가 살 굴을 팔 수 있다. 포식자와 마주친 위태로운 상황에서 돌파구가 없을 때, 발 아래로 긴급히 굴을 파서 몸을 숨기기도 한다. 부드러운 배를 보호하기 위해 몸을 말기도 하고, 독한 냄새가 나는 액체를 분사하기도 한다. 또한 수컷의 뒷다리에 달린 며느리발톱은 지금은 많이 퇴화된 상태지만 옛날에는 효과적인 방어수단이었을 것으로 여겨진다. 위협에 직면했을 때 항전하기보다는 주로 자리를 피하려고 하는 편으로, 가시는 날카로울 뿐만 아니라 마른 관목과 비슷한 형태로 돋아나서 의태하기에도 제격이다. 청각도 예민하며, 갑자기 이상한 소리를 들었거나 뭔가를 귀기울여 들을 때는 움직임을 멈추고 듣는다.
오스트레일리아의 자연환경이 유지되는 데 적잖은 기여를 하고 있는 동물로 보이는데, 흙더미를 뒤집어놓는 습성 때문에 토양이 순환되어 비옥해지는 것으로 보인다. 이처럼 생명체가 자연환경에 영향을 미치는 것을 가리켜 생물교란이라고 일컫는다. 가시두더지 한 마리가 연간 뒤집어엎는 흙더미 양은 부피가 204m3에 달할 것으로 추산되고, 호주 전역에 분포하는데다, 생물교란 작용을 하는 다른 생물들은 인간이 사는 터전에서는 가시두더지보다 잘 살아갈 수 없다는 점이 이 주장을 뒷받침하는 근거가 된다.
오스트레일리아에서는 흰개미가 살 만한 고목이나 쓰러진 통나무가 많은 삼림 지역에서 가장 흔히 찾아볼 수 있다. 농경 지대에서는 주로 잡초 사이에서 발견되며, 초원·사막·중심도시 교외지 등 대체적으로 환경을 크게 가리지 않는다. 뉴기니섬에서는 어떤 환경에서 서식하는지 잘 알려지지 않았다. 서쪽으로는 메라우케, 동쪽으로는 포트모르즈비 동단까지 서식하며, 평탄한 숲 지대에서 가장 잘 발견된다.
수영을 할 줄 알며, 한낮에 기온이 높을 때 댐 근처 물 속에서 수영을 하면서 몸을 식히는 것이 목격된 적이 있다. 또 캥거루섬에서는 개울이나 하굿둑을 수영해서 건너는 것도 관찰됐다. 수영할 때는 주둥이를 수면 위로 치켜올려 스노클처럼 사용하면서 물을 건너간다.

### 동면
오스트레일리아에 사는 짧은코가시두더지는 일 년에 한두 번 잠깐 지나가는 토포 기간 외에도 겨울이 찾아오면 겨울잠을 자기도 한다. 비교적 한랭한 지방에서는 물론, 온난한 지방에서도 계절차가 나면 겨울잠을 잔다. 겨울잠을 자는 동안 가시두더지는 체온이 평상시 체온보다 4 °C 가까이 떨어지고, 심장 박동도 느려져 동면 전에는 1분에 50-68번 뛰던 심장이 4-7번밖에 뛰지 않게 된다. 또 이 기간 동안 가시두더지는 3분에 한 번씩밖에 숨을 쉬지 않을 정도로 호흡 횟수가 떨어지며, 이는 평소 호흡의 80-90%를 쉬지 않는 것과 다름없다. 기초 대사율은 보통 때보다 8분의 1 정도로 감소한다. 2-4월에 접어들면서 동면 준비를 하기 시작하며, 절식(節食)하기 시작하고 일정 기간 토포에 들어간다. 암컷은 번식하고 난 다음 겨울나기를 준비하기 때문에 수컷이 먼저 동면한다. 동면 도중에는 도합 13단계에 달하는 토포 상태에 빠지며 그 간극기에 깨어났다가 1.2일 이후 또다시 토포에 돌입하는 것을 반복한다. 이 주기는 대체적으로 오스트레일리아 지역의 동절 기온 변동과 일치하는 경향이 있다. 수컷은 6월 중순에 동면을 끝내고, 번식기의 암컷은 그보다 한두 달 뒤인 7-8월에 동면에서 깨어난다. 번식 중이 아닌 암컷이나 어린 개체들은 최소 두 달 동안 동면한다. 동면 중 일일 체온 조절 및 변동량은 4 °C이다.
짧은코가시두더지는 일견 의아해 보일 정도로 일찍 동면을 시작한다. 보통 짧은코가시두더지가 동면에 들어가는 2-4월은 남반구에서는 기후가 온난한데다 먹이 역시 풍부한 시기이기 때문이다. 이에 대해 짧은코가시두더지가 먹이를 더 활발하게 찾기 위해서 일부러 비축한 에너지를 쓴다는 가설이 만들어졌다. 또한, 번식과 양육을 더 조속히 진행시키기 위해 냉혈동물에서 온혈동물로 진화한 것이 아닐까 하는 가설 역시 제기됐다. 이 주장을 뒷받침해주는 근거로 수컷이 암컷보다 먼저 동면에 빠진다는 사실을 들 수 있다. 번식기에 할 일을 다 한 수컷은 먼저 동면에 드는 만큼 동면에서 깨는 시기도 암컷보다 이르며, 암컷이나 새끼가 겨울잠을 자고 있을 때 수컷은 충분한 양의 정자를 생산하는 등 번식 준비를 할 수 있다는 것이다. 동면기 동안에는 사방이 차폐된 아늑한 공간에서 겨울잠을 잔다.

### 먹이
짧은코가시두더지는 개미·흰개미를 주식으로 하며, 먹이로 삼을 곤충만 풍부하다면 어디든지 살 수 있다. 코끝을 이쪽저쪽으로 움직여 대는 것으로
먹이의 냄새를 맡으며, 주둥이에 밀집된 후각수용 체계를 통해 먹이가 되는 곤충들을 찾아낸다. 뉴사우스웨일스주 뉴잉글랜드 지역 가시두더지들을 관찰한 결과 봄에는 풍뎅이 유충도 먹지만, 풍뎅이 유충의 활동이 감소할 때는 이 먹이를 잘 눈치채지 못하는 경향이 있다는 것이 드러났다. 이처럼 냄새뿐 아니라 소리나 진동으로도 먹이가 되는 곤충을 찾아낸다. 반대로 시각은 거의 이용하지 않으며 눈먼 가시두더지여도 먹이를 찾는 데는 무리가 없다.
안쪽에 있는 곤충을 먹을 때는 강한 발톱을 앞세워 통나무나 개미집을 쪼개서 먹는다. 개미집을 공격할 경우 개미산을 쏘며 반발하는 개미나 흰개미는 대개 내버려두고, 무방비 상태의 알·유충이나 날개 달린 생식개미들을 우선적으로 공격한다. 늦겨울에서 봄까지, 동면과 포육으로 얇아진 지방층을 메우기 위해 가장 적극적으로 먹이 사냥에 나선다. 더욱이 이 시기는 먹이인 개미들이 함유하고 있는 지방량이 풍부하여, 깨어난 가시두더지가 가장 먼저 파헤치는 곳이 바로 개미집이다. 비좁은 입에 들어갈 만한 작은 딱정벌레나 홀쭉한 지렁이를 먹기도 한다.
개미와 흰개미가 전체 먹이에서 나눠 갖는 비율은 활동 범위 내에서 어떤 곤충이 더 많고 우세한가에 따라서 결정된다. 가령 활동장소가 건조 지대라면 흰개미가 개미보다 더 많기 때문에 자연스레 흰개미를 더 많이 먹게 된다. 동등한 조건 하에서는 흰개미를 가급적 선호하는 편인데, 흰개미가 개미보다 외골격이 덜 발달돼 있어 소화가 더 잘 되기 때문이다. 그러나 흰개미과에 속하는 종류는 방어용 화학물질을 분사하므로 기피한다. 풍뎅이나 딱정벌레 애벌레 역시 주된 먹잇감이다. 뉴잉글랜드에서 진행됐던 어떤 연구에 따르면, 애벌레가 입보다 커서 먹으려면 주둥이로 으깨는 수고를 들여야 했는데도 가시두더지 전체 곤충 섭취량의 37%를 차지했다.

### 번식
혼자서 사는 짧은코가시두더지는 5-9월 사이가 번식기이다. 정확히 번식기가 언제 시작해서 언제 끝나는지는 지역마다 다르다. 번식기가 시작되기 전 한 달 동안 수컷들은 정자 생산량이 늘어나게 되면서 총배설강 안쪽에 있는 고환이 평소의 세 배는 넘게 부풀어오른다. 번식기에는 암수 양쪽이 총배설강을 뒤집고 땅바닥에 질질 끌면서 짙은 냄새를 풍긴다. 이것은 짝짓기 준비가 되었다는 신호와 동시에 이성 가시두더지를 유혹하는 효과가 있다. 가시두더지의 구애 행위는 1989년 처음 관찰되었다. 수컷이 암컷의 낌새를 눈치채고 암컷의 위치를 추적하는데, 약 10마리의 수컷들이 줄지어서 몰려들며 맨 끝자리는 주로 가장 어리고 작은 수컷이 차지한다. 암컷 한 마리를 차지하기 위해 몰려온 수컷들은 장장 4주간 구애 행위를 지속적으로 해댄다. 이 기간 동안 수컷들은 먹이도 함께 먹으며, 종종 대열의 순서가 바뀌거나 몇 마리가 이탈하여 다른 암컷을 찾아가기도 한다. 태즈메이니아같은 비교적 시원한 서식지에서는 암컷의 교미 시기도 앞당겨질 수 있으며, 이르게는 겨울잠에서 깬 지 몇 시간 만에 교미를 마치기도 한다.
짝짓기가 이루어지기 전 수컷은 몇 시간 동안 암컷의 냄새를 맡는데, 이때 교접이 이루어지는 부위인 총배설강에 특히나 신경을 쓴다. 암컷은 몸을 둥글게 말아 구애하는 수컷을 거부하기도 한다. 수컷이 냄새를 다 맡고 나면 수컷은 주로 암컷을 옆으로 굴려서 서로 배를 맞대고, 같이 누울 자리를 파기 시작한다. 똑바로 마주보고 눕기도, 엇갈려 눕기도 하며, 근처에 다른 수컷이 있을 경우 암컷을 두고 싸움이 벌어질 수도 있다. 음경은 끝머리가 좌우대칭으로 네 갈래 돋아난 모양인데, 교접시 한 쪽이 사정하고 있을 때 다른 한 쪽은 사정하지 않고 휴식하며, 양쪽의 사정은 번갈아 가면서 이루어진다. 각각 약 100번씩 정자를 무더기로 뿜어내는데, 이렇게 하면 정자의 이동력이 강해지며 다른 수컷들의 정자와 경쟁할 때 우위를 차지할 수 있다. 약 3시간 반에 달하는 시간 동안 교미가 이루어지며, 알은 한 배에 한 개만 만들어진다. 또한, 암컷들은 번식기에 딱 한 번만 교미를 하는 것으로 알려져 있으며, 일단 교미가 이루어졌을 시 알을 뱄을 확률은 매우 높다.
수정은 난관(卵管)이라는 알을 품는 기관에서 이루어지며, 임신 기간은 교미 후 약 21-28일이다. 이 기간 동안 암컷은 새끼들을 기르면서 살 굴을 파헤치고, 시간이 다 지나면 껍데기가 고무처럼 말랑말랑하고 윤기나는 알을 총배설강을 통해 한 개 낳는다. 이 알은 겉질이 아주 무르고, 타원형에 상앗빛을 띠며, 장반경이 13-17mm이고 무게는 1.5-2.0g 정도 나간다. 낳은 알은 뒤쪽을 향해 입이 나 있는 배주머니에 넣어서 돌본다. 알이 깰 때까지 어미는 먹이를 계속 찾아다니거나 굴을 더 파서 알이 깰 때까지 몸을 쉰다. 일순(一旬)이 지나면 배주머니 속에서 새끼가 알로부터 부화한다. 배아 단계에서, 새끼는 알을 깨고 나올 난치(卵齒)를 갖고 있으며, 이 작은 이빨로 물렁한 알 껍데기를 찢고 나온다. 부화한 이후 난치는 머지않아 없어진다.
태어난 지 얼마 안 된 새끼는 몸길이가 1.5cm 정도밖에 되지 않고 몸무게 역시 0.3-0.4g 정도로 무척 가볍다. 영어로는 새끼 가시두더지를 가리켜 퍼글(puggle)이라고 일컫는다. 갓난 새끼는 거죽이 반투명하고 난황을 완전히 벗어던지지 못한 모습에 눈도 거의 피부에 파묻혀 있지만, 날 때부터 갖고 있는 앞다리와 발톱으로 어미의 몸에 올라타 있을 수 있다. 가시두더지는 젖꼭지가 없으나 대신 미세한 구멍이 100-150개 뚫려 있는 유륜에서 직접 젖이 나와서, 새끼는 이 부분에서 젖을 받아먹을 수 있다. 원래는 그저 어미의 피부를 핥으면서 젖을 핥아먹는 것이라고 생각되었지만 이후 유륜을 빨아 직접 포유하는 것으로 정정되었다.
젖을 한 번에 꽤 많은 양으로 들이키기 때문에, 이따금 어미는 새끼를 굴 속에 두고 바깥에서 5-10일 동안이나 먹이를 찾으러 다닐 때도 있다. 새끼는 한 번에 자기 질량의 20%나 되는 젖을 2-3일에 한 번 들이키며, 한 번 포유가 일어나면 그 과정이 한 시간가량 지속된다. 들이킨 젖 중 40% 정도는 몸무게로 치환되고, 새끼는 흡수한 영양분으로 성장한다. 어미가 몸집이 클수록 새끼도 덩달아 성장 속도가 빨라진다. 몸무게가 200g이 될 때 어미는 슬슬 새끼를 굴 속에 두고 올 때가 눈에 띄게 많아지며, 두 달만에 몸무게가 400g이 된다. 생후 2-3개월이 지나면 새끼는 배주머니에서 벗어나게 되는데, 이 때쯤이면 가시가 억세게 자라서 어미의 몸에 지장을 주기 때문이다. 굴 속에 홀로 있는 새끼는 무방비 상태라 종종 포식자들한테 잡아먹히기도 한다. 6개월이 지나면 거의 완전히 젖을 떼게 되며, 생후 180-205일에 독립하여 보금자리를 떠난다. 주로 1-2월에 독립 시기가 다가오며 이 때 새끼는 몸무게가 800-1,300g에 육박한다. 새끼와 어미가 이별하면 그 이후로는 아예, 혹은 거의 만나는 일이 없다.
젖을 구성하는 성분은 시시때때로 바뀐다. 막 새끼가 부화했을 무렵에는 지방 1.25%, 단백질 7.85%, 탄수화물과 기타 무기질이 2.85% 함유돼 있는 살짝 희석된 젖이다. 새끼가 자랄수록 어미가 주는 젖의 농도가 더 진해져서 지방·단백질·탄수화물과 무기질 비율은 각각 31.0%, 12.4%, 2.8%까지 변한다. 젖을 다 뗄 무렵에도 단백질 함량은 계속해서 늘어나는 경향을 보이는데, 아마 천적이나 온도변화 등에 맞설 가시나 털을 구성하는 데 쓰이는 케라틴을 합성해 내는 데 필요하다 보니 그럴 것이라고 추측된다. 여기에 든 탄수화물은 대체로 푸코실락토스거나 시알릴락토스다. 이 탄수화물에 철분이 대거 함유되어 있기 때문에 젖은 완연한 분홍빛을 띤다. 이것들 말고는 다른 유당은 거의 없어서 태반류의 젖과는 적지 않은 차이를 보인다.
언제 성적으로 성숙하여 번식이 가능해지는가에 대해서는 확실치는 않으나, 대강 4-5년이 지나면 성체가 된다. 어떤 현장연구는 12년 동안 이루어졌는데, 여기서 5-12년 사이에 모두 성숙해지며, 또한 번식은 2-6년 주기로 이루어진다는 것이 밝혀졌다. 야생에서는 평균 수명이 약 10년 정도지만 40년까지 사는 것도 가능하며, 필라델피아 동물원에 살았던 어떤 가시두더지는 최장 기록인 49년까지 살았다. 다른 포유류들에 비해서 임신 주기나 물질대사가 더디다 보니 더 오래 살 수 있는 것으로 보인다.
같은 단공류인 오리너구리처럼 짧은코가시두더지도 성염색체를 복수로 가진다. 수컷은 X 염색체와 Y 염색체를 각각 5개, 4개씩 가지며, 암컷은 X 염색체를 5쌍 가진다. 이를 도식화하면 수컷의 염색체 구조는 X1Y1X2Y2X3Y3X4Y4X5, 암컷은 X1X1X2X2X3X3X4X4X5X5인 셈이다. 상동인 염색체를 제외하면 각각 동일부를 찾기 힘들기 때문에, 감수분열시 정자의 유전형은 X1X2X3X4X5나 Y1Y2Y3Y4 두 가지로만 나타난다. 인간을 비롯한 다른 포유류들은 대개 성염색체가 1쌍이라, 보다 복잡한 유전 체계라고 이를 수 있다.

## 보존 현황

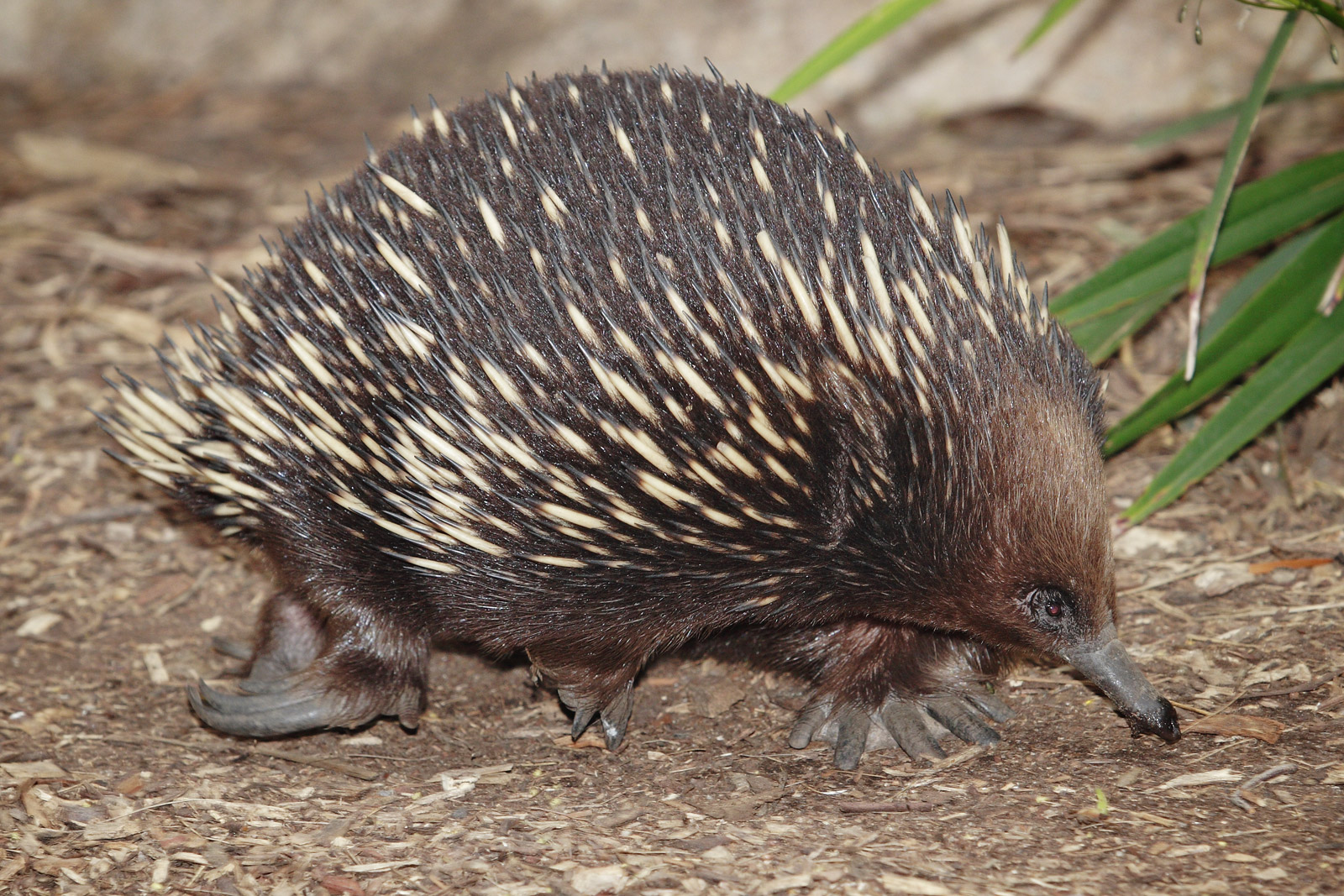
멜버른 동물원의 짧은코가시두더지

짧은코가시두더지는 오스트레일리아 지역 대부분과 뉴기니 섬에서 지대가 낮은 곳이라면 어디든지 분포하며 아직까진 멸종의 우려가 높지 않다. 특히 오스트레일리아에서는 그 대륙에서 볼 수 있는 대부분의 환경에서 잘 서식하며, 도시 교외·연안 삼림·건조 기후 지대에서도 찾아볼 수 있다. 특히 태즈메이니아섬과 캥거루섬에서 분포 밀도가 높다.
오스트레일리아에서 짧은코가시두더지에게 가장 위협이 되는 요인은 차량과 서식지 파괴로, 이 같은 요인 때문에 일부 지역에서는 찾아볼 수 없게 되었다. 하지만 토지 개간 사업 등으로 인한 피해는 다른 종보다 적은 편인데, 주된 먹이인 개미나 흰개미만 있으면 특별한 환경을 요구하지는 않기 때문이다. 때문에 벌채가 된 곳이라도 곤충이 쉬었다 가거나 거처로 삼는 쓰러진 통나무 몇 그루만 있으면 어렵지 않게 적응해 살아갈 수 있다. 그러나 밀밭처럼 그런 나무 같은 것이 아예 없는 환경에서는 거의 자취를 감추었다. 빅토리아에서는 10년 동안 해당 지역에 사는 가시두더지가 거의 3분의 1만큼 자취를 감추었고, 그 원인은 자동차로 인한 로드킬이 대부분이었다. 일부 연구에 따르면 가시두더지는 길목을 건널 때 도로보다는 그 밑에 딸려있는 배수로를 횡단하려는 경향이 있는데, 이것은 가시두더지가 치여 죽는 사고를 미연에 방지할 수 있는 수단이 될 수 있을 것으로 보인다.
몸을 지킬 강력한 수단인 가시를 갖고 있지만 맹금류·태즈메이니아데빌·딩고·뱀·대형 도마뱀·길고양이·여우 등의 천적이 있으며, 이들에게 사냥당할 수도 있다. 허나 다 자란 가시두더지보다는 가시가 덜 자란 어린 개체가 더 빈번하게 사냥당한다. 오스트레일리아나 뉴기니에 사는 왕도마뱀은 가시두더지만큼이나 굴 파는 능력이 뛰어나고 후각이 날카로워 특히 새끼를 굴 밖으로 채가는 포식자이다. 호주 지역에 태반류가 유입되기 전에는 이들이 가장 큰 천적이었던 것으로 보인다. 딩고는 가시두더지를 잡을 때 먼저 쓰러뜨려서 뒤집고, 배를 공격하여 사냥한다. 캥거루섬에서는 여우가 없는 대신 고양이와 왕도마뱀이 주로 가시두더지를 사냥한다.
유럽 정착민과 원주민 역시 가시두더지를 식량으로서 소비한다. 뉴기니에서는 토착민들이 대대로 가시두더지를 식량으로 사냥했으며, 그 때문에 개체 수나 서식지가 비교적 협소해져서 고지대에서는 사라진 것으로 보인다. 호주에선 전통적으로 이 동물을 죽이는 것은 금기였지만 원주민들이 서구 문화의 영향을 받은 뒤로는 사냥감이 되었으며, 수렵견을 이용한 사냥이 쉽다는 것이 그 이유 가운데 하나가 되었다.
원래는 호주에 없었다가 유입된 스피로메트라속 뇌기생성 촌충(학명: Spirometra erinaceieuropaei) 역시 짧은코가시두더지의 사인 가운데 하나로 꼽힌다. 이 촌충은 수인성 기생충으로, 오염된 물을 마시면 개·여우·딩고·고양이 등 여러 고등동물에게 감염되는데, 이들은 대개 기생충의 영향을 받지 않으나 가시두더지에게는 치명적이다. 특히 수원지가 매우 부족한 사막 지역에서는 물을 마실 수 있는 장소가 일부로 국한되어 있어 가시두더지에게는 더욱 위험하다. 퀸즐랜드 야생동물 보호협회는 지역 전체에 서식하는 가시두더지를 촌충 감염으로부터 보호하기 위하여 전범위 조사를 실시하고 있다. 아직 구체적으로 이 촌충이 가시두더지의 건강이나 개체 수에 어떤 영향을 미치는지는 정확히 조사되지는 않았다.
동물원과 같은 한정된 공간에서 짧은코가시두더지를 건강하게 사육하는 것은 크게 어렵지 않으나, 일정 주기로만 번식하기 때문에 통제 환경에서 번식을 유도하는 것은 어려운 일이다. 2009년 오스트레일리아의 퍼스 동물원에서 짧은코가시두더지를 번식시키는 데 성공했고, 6년 뒤 2015년에는 그 사육 환경에서 태어난 가시두더지들이 번식하는 데 성공했다. 그 전까지는 동물원 중 총 5곳에서 짧은코가시두더지가 새끼를 낳게 하는 데 성공했지만 그 중에 성체까지 자란 개체는 한 마리도 없었다.

## 문화
짧은코가시두더지는 원주민들의 토착 애니미즘에서 숭앙되는 동물 가운데 하나로 예술품이나 구전 설화에 때때로 모습을 비춘다. 서부 오스트레일리아의 눙가르족처럼 이 동물을 토템으로 삼아 섬겼던 민족도 존재한다. 가시두더지에 얽힌 전래 설화 가운데 하나에 따르면, 가시두더지는 원래 덩치 큰 웜뱃이었다고 한다. 어느 날 부족의 젊은 사냥꾼들이 밤중에 사냥을 나갔는데 이 웜뱃을 못 보고 걸려 넘어졌고, 다들 깜짝 놀라서 창을 던졌지만 주변이 어두컴컴한 탓에 던진 투창은 모조리 빗맞았다. 웜뱃은 사냥꾼들이 던진 창을 모두 자기 몸을 지키는 가시로 변화시켜 가시두더지가 됐다고 전해진다.
현시대 오스트레일리아를 대표하는 동물 중 하나로, 호주 5센트 동전과 1992년 발행된 호주 달러 200$짜리 지폐에 모습이 그려져 있다. 그 밖에도 의인화된 가시두더지 밀리(Millie)가 2000년 시드니 올림픽의 마스코트로 뽑혔다.

## 같이 보기
- 가시두더지

## 참고 문헌
- Augee, M. L., Gooden, B. A. and Musser, A. 2006. Echidna : extraordinary egg-laying mammal. Collingwood, Victoria, CSIRO Publishing ISBN 0643092048
- Egerton, L. ed. 2005. Encyclopedia of Australian wildlife. Reader's Digest ISBN 1-876689-34-X